# Heinrich van Eyken
Heinrich van Eyken (Elberfeld, 19 juli 1861 – Berlijn, 28 augustus 1908) was een Duits componist van Nederlandse komaf.

## Biografie
Hij was zoon van organist Johan Albert van Eyken en Marie Louize Werner. Grootvader Gerrit van der Eyken en oom Gerrit Jan van Eyken waren ook organist. Hijzelf trouwde de zangeres Marie Seret.
Zijn eerste muzieklessen kwam van zijn vader. Daarna studeerde hij enige tijd in Leipzig bij Benjamin Robert Papperitz en in Berlijn bij Heinrich von Herzogenberg. In 1902 werd hij docent van de Hochschule für Musik. Van zijn hand verschenen onder meer liederen (Armseelchen, Schmied Schmerz, etc), concertaria Ikarus, Wals voor vierhandig piano (opus 1), stukken voor mannenkoor en een boek op het gebied van harmonieleer. Hij bracht ook Liliencrons Chorordnung uit. Zijn hoogst bekende opusnummer is opus 40, twee geestelijke liederen. Op muziekgebied was hij volgeling van de stijl van Robert Schumann.
Samen met zijn leerling Georg Meszner bracht hij een verzamelband uit met koren van de evangelische kerk. In november 1904 voerden Tilly Koenen en Coenraad V. Bos "Die Walküre" uit in Schloss Dobbin voor koningin Wilhelmina der Nederlanden en haar man.  Wilhelmina stond erop dat het duo "Die Walküre" nog een keer uitvoerde tijdens hetzelfde concert. De componist had Koenen bij eerdere gelegenheden zelf begeleid op de piano.

## Werklijst (incompleet)
- opus 1; Walzer für pianoforte zu 4 Hdn
- opus 2: Gnädig und barmherzig ist der Herr (drie vrouwenstemmen met piano of orgel)
- opus 3: Vier Lieder im Volkston
- opus 4: Sieben leichte Stücke für pianoforte
- opus 5: Zwei Fugen für pianoforte
- opus 6: Drei Lieder für eine Singstimme mit Pianoforte
- opus 8: Romanze für die linke Hand allein
- opus 9: Altdeutsche Liebeslieder
- opus 10: Drei Lieder für eine Singstimme mit Pianoforte
- opus 14: Drei Lieder für eine Singstimme mit Pianoforte
- opus 15: Vier Lieder für eine Singstimme mit Pianoforte
- opus 16: Zwei Gesänge waaronder Lied der Walküre
- opus 20: Judiths Siegeslied
- opus 21: Drei Lieder für eine Singstimme mit Pianoforte
- opus 22: Zwei Lieder für eine Singstimme mit Pianoforte
- opus 23: Vier Lieder für eine Singstimme mit Pianoforte
- opus 24: Drei Lieder für eine Singstimme mit Pianoforte
- opus 25; Drie Lieder für eine Singstimme mit Pianoforte
- opus 26: Ikarus
- opus 27: Vier Lieder für eine Singstimme mit Pianoforte
- opus 32: Vier Lieder für eine Singstimme mit Pianoforte
- opus 33: Drei Lieder für eine Singstimme mit Pianoforte
- opus 34: Sechs Lieder für eine Singstimme mit Pianoforte
- opus 40: Zwei Geistliche Lieder

- Bibsys: 4069538
- CiNii: DA14666004
- Gemeinsame Normdatei: 131476955
- International Standard Name Identifier: 0000 0000 8353 5721
- Library of Congress Control Number: no2003075404
- Nationale Bibliotheek van Tsjechië: mzk2013779840
- Nederlandse Thesaurus van Auteursnamen: 197416365
- LIBRIS: 327955
- Virtual International Authority File: 6066942
- WorldCat: E39PBJbWtgKFvCTvtw8tgTTmBP